# 蘭開夏郡足總挑戰盃
蘭開夏郡足總挑戰盃（Lancashire Football Association Challenge Trophy），是一個英格蘭足球盃賽允許蘭開夏郡足球協會的非聯賽球會參加，賽事在1885年首度舉行而當時被稱為蘭開夏青年盃，而它目前由伙伴基金會贊助並命名為伙伴基金會挑戰盃，儘管它只是蘭開夏郡的初級盃賽，但它仍被視為與其他郡盃賽一樣重要。

## 形式
賽事是允許在蘭開夏郡的非聯賽球會參加，目前共有28間來自6個不同聯賽的球會參加，截至2008/09賽季，四間來自英格蘭全國聯賽的球會都會收到第二輪的參賽資格，然後由第一輪的12間獲勝球會加入，從2009/10賽季開始半決賽在蘭開夏城市萊蘭主辦，而決賽就在英冠球會保頓的主場馬克龍球場進行，而在2011/12賽季，在2012年3月12日由喬利對肯德爾鎮的決賽中就吸引了2673名球迷。

## 歷史
第一場蘭開夏郡足總挑戰盃在1885/86賽季發生，當時的冠軍是Bells Temperance，在第一次世界大戰和1940至41年間的[第二次世界大戰]期間，是唯一一次賽事未能完成，儘管賽事在戰爭期間沒有繼續，喬利是以17次奪冠成為賽事最成功的球會，他們由1893/94賽季首度奪得冠軍至2014/15賽季，前非聯賽球會即現時在英格蘭全國聯賽角逐的莫克姆，和現時在英甲聯賽角逐的韋根是以7次奪冠成為賽事第二成功的球會，兩間球會的最後一次奪冠是分別在2003/04和1977/78賽季。

## 外部連結
- 蘭開夏郡足球協會官方網站